# Lope Díaz III de Haro
Lope Díaz III de Haro (c. 1245 - Alfaro, 8 de junio de 1288). Fue un magnate y ricohombre castellano. Y era hijo de Diego López III de Haro, señor de Vizcaya, y de Constanza de Bearne.
Fue el octavo señor de Vizcaya entre los años 1254 y 1288, y también fue privado y mayordomo mayor del rey Sancho IV de Castilla.
Fue bisnieto del rey Alfonso IX de León.

## Orígenes familiares
Era hijo de Diego López III de Haro, señor de Vizcaya, y de su esposa, Constanza de Bearne, y sus abuelos paternos fueron Lope Díaz II de Haro, señor de Vizcaya, y Urraca Alfonso de León, hija ilegítima del rey Alfonso IX de León. Y por parte materna era nieto de Guillermo II de Bearne, vizconde de Bearne, y de Garsenda de Provenza.
Fue hermano de Diego López V de Haro, que llegó a ser señor de Vizcaya y también mayordomo mayor del rey y alférez del rey Fernando IV de Castilla, y de Teresa de Haro, que contrajo matrimonio con Juan Núñez I de Lara, señor de la Casa de Lara.

## Biografía
Algunos autores afirman que nació hacia el año 1245. Tomó posesión del señorío de Vizcaya siendo todavía menor de edad tras el fallecimiento de su padre y como este había tenido disputas con el rey de Castilla Alfonso X de Castilla, poniéndose bajo las órdenes del rey de Navarra, Lope fue llevado por sus tutores a Estella en 1255 para ofrecer igualmente sus servicios al rey navarro.
Más adelante se reconcilió con el rey de Castilla, logrando que este le confirmase los privilegios sobre Haro que su padre había perdido y fue armado caballero por Fernando de la Cerda, primogénito de Alfonso X. 
Tras la muerte de Fernando de la Cerda en 1275, su hijo Alfonso de la Cerda y su hermano Sancho empezaron a disputar la sucesión del reino de Castilla. Lope decidió apoyar a Sancho que en un principio tenía también el apoyo de Alfonso, pero que en 1282 pasó a apoyar a su nieto, privando a Lope del señorío de Haro, en favor del infante Jaime, quien moriría en 1283 a los dieciocho años, por lo que es probable que no llegase a tomar posesión.
Al fallecer Alfonso X el 4 de abril de 1284, Sancho fue nombrado rey de Castilla. Estaba casado con María de Molina, hermana de la mujer de Lope Díaz III, lo que convirtió al señor de Vizcaya en cuñado del rey. Esto le dio un gran poder y fue nombrado mayordomo real, canciller y alférez Mayor, y le fue devuelto el señorío de Haro y el gobierno de la región desde Burgos al Cantábrico. En 1287 era regente del reino junto a Martín González obispo de Astorga.
La desmedida ambición de Lope conllevó protestas de otros nobles y provocó muchos problemas al rey. Hallándose este en Alfaro el 8 de junio de 1288, entre otros nobles convocó al infante Juan y a Lope, para reclamarles los castillos que le habían usurpado. Agriada la discusión, ordenó que apresasen al de Haro. 

Fue entonces cuando éste ... se levantó mucho asina e dijo: "¿Presos? ¿Cómo? ¡A la merda! ¡Oh, los míos!" e metió mano a un cuchillo e dejóse ir para la puerta donde estaba el Rey el cuchillo sacado e la mano alta ... ballesteros e caballeros, veyendo que el Conde iva contra el Rey, firieron al Conde, e diéronle con una espada en la mano, e cortáronsela, e cayó luego la mano en tierra con el cuchillo; e luego diéronle con una maza en la cabeza, que cayó en tierra muerto.

## Sepultura

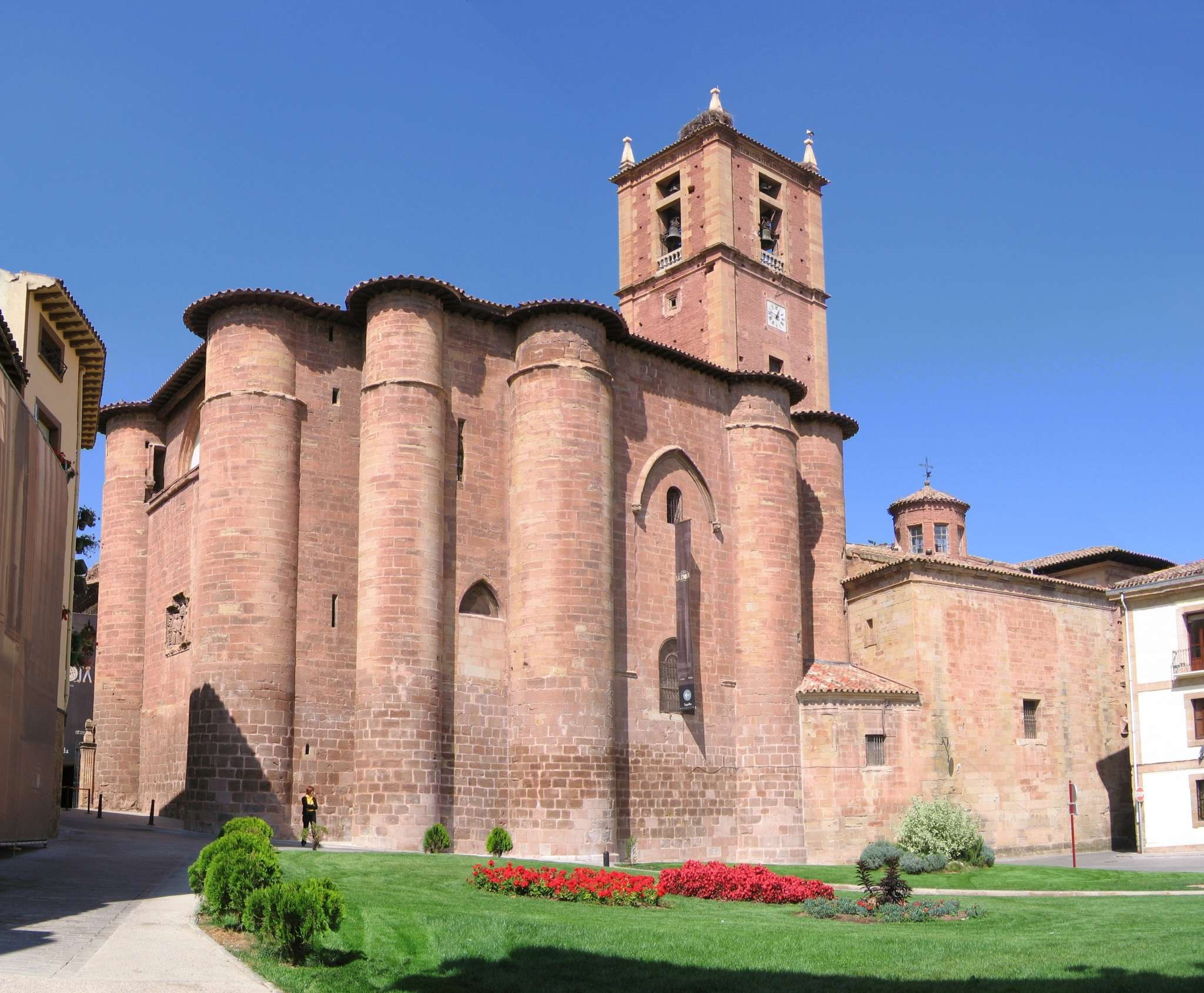
Exterior de la iglesia del monasterio de Nájera.

Fue sepultado en el monasterio de Santa María la Real de Nájera junto a muchos de sus antepasados, como señaló Esteban de Garibay. Y la mayoría de los historiadores, aunque sin mencionar que había sido enterrado en Nájera, señalaron que sobre su sepulcro estaba colocado el siguiente epitafio, que fue consignado por Gonzalo Argote de Molina y por Antonio Benavides:

Los plantos gemian, el lloro crecía, ca el hirió de muerte al gran Señor, y muy poderoso honrado de linage Real el Conde D. Lope Diez de Haro. Que hizo grandes servicios á Dios. Recobró su cruz de mano de los paganos. Y no menos hizo á su Rey. Los quales fueron olvidados el dia de su muerte. La crueldad fue cierto sentida por Grandes Principes et agraviada: en Alfaro fue su fin miércoles era de 1332 años.

El epitafio colocado sobre el sepulcro del conde le fue comunicado a Argote de Molina, como destacó Mañueco Villalobos, por el «maestre Álvar Gómez», aunque la fecha que aparece en el mismo es errónea aun considerando que está numerada conforme a la era hispánica, ya que fue asesinado en 1288.

## Matrimonio y descendencia
Contrajo matrimonio con Juana Alfonso de Molina, que era hija del infante Alfonso de Molina de Teresa González de Lara y nieta de Alfonso IX de León, sin el consentimiento regio, lo cual suponía una afrenta al soberano. El lugar elegido para la celebración fue el Monasterio de San Andrés de Arroyo donde se encontraba la contrayente. De este matrimonio nacieron dos hijos: 
- Diego López IV de Haro (m. 1289). Fue señor de Vizcaya y de Haro. A su muerte se entabló un pleito por la posesión del señorío de Vizcaya entre su tío paterno, Diego López V de Haro, y su hermana, María Díaz de Haro, que estaba respaldada por su esposo, el infante Juan de Castilla.
- María Díaz de Haro (c. 1270-1342), contrajo matrimonio con el infante Juan de Castilla, hijo de Alfonso X de Castilla y de la reina Violante de Aragón.

| Predecesor: Diego López III de Haro       | Señorío de Vizcaya 1254 - 1288      | Sucesor: Diego López IV de Haro         |
| Predecesor: Pedro Álvarez de las Asturias | Mayordomo mayor del rey 1286 - 1288 | Sucesor: Juan Fernández Cabellos de Oro |